# 1066 (numero)
Millesessantasei (1066) è il numero naturale dopo il 1065 e prima del 1067.

## Proprietà matematiche
- È un numero pari.
- È un numero composto da 8 divisori: 1, 2, 13, 26, 41, 82, 533, 1066. Poiché la somma dei suoi divisori (escluso il numero stesso) è 698 < 1066, è un numero difettivo.
- È un numero sfenico.
- È un numero di Harshad nel sistema numerico decimale, cioè è divisibile per la somma delle sue cifre.
- È un numero palindromo nel sistema numerico a base 3 (1110111) e in quello a base 5 (13231).
- È un numero ondulante nel sistema numerico a base 9 (1414).
- È un numero malvagio.
- È un numero intero privo di quadrati.
- È parte delle terne pitagoriche (184, 1050, 1066), (234, 1040, 1066), (410, 984, 1066), (616, 870, 1066), (1066, 1512, 1850), (1066, 6888, 6970), (1066, 21840, 21866), (1066, 284088, 284090).

## Astronomia
- 1066 Lobelia è un asteroide della fascia principale del sistema solare.
- NGC 1066 è una galassia nella costellazione del Triangolo.

## Astronautica
- Cosmos 1066 è un satellite artificiale russo.